# Dunes Algodones
Les dunes Algodones, en anglais Algodones Dunes, sont un ensemble de dunes des États-Unis qui se situent au sud-est de la Salton Sea, en Californie du Sud, à proximité de la limite entre l'Arizona et l'État mexicain de Basse-Californie. Elles font partie de la vallée impériale et se trouvent dans le comté d'Imperial. Il s’agit du plus grand écosystème de dunes des États-Unis.

## Description
Les dunes couvrent un secteur de 72 kilomètres de longueur sur 10 kilomètres de largeur, à l'ouest des montagnes Chocolat. Elles ont une orientation nord-ouest / sud-est imposée par les vents dominants. Les seuls aménagements humains de cette zone sont les aqueducs (All-American Canal et Coachella Canal). Les dunes font partie de l'Imperial Sand Dunes Recreation Area, parfois appelé Glamis Dunes. Bien que le mot espagnol « Algodones » se traduise en anglais par coton, le nom Algodones est une corruption des noms espagnol et anglais pour la tribu Yuman qui habitait autrefois à proximité.

## Protection
En 1966, Imperial Sand Hills a été désigné comme un site naturel national par le National Park Service. Le gouvernement fédéral a protégé 10 448 ha des dunes au début des années 1980 et les a fermés aux véhicules. En 2014, une partie importante (environ 16 000 hectares) de cette zone a été rouverte à l’usage des véhicules. Il s’agit de la plus grande dune ouverte à l’utilisation de véhicules hors route aux États-Unis. Le camping ouvert est autorisé, et pendant les grandes vacances d’hiver, jusqu’à 150 000 personnes peuvent visiter les dunes en un seul week-end .

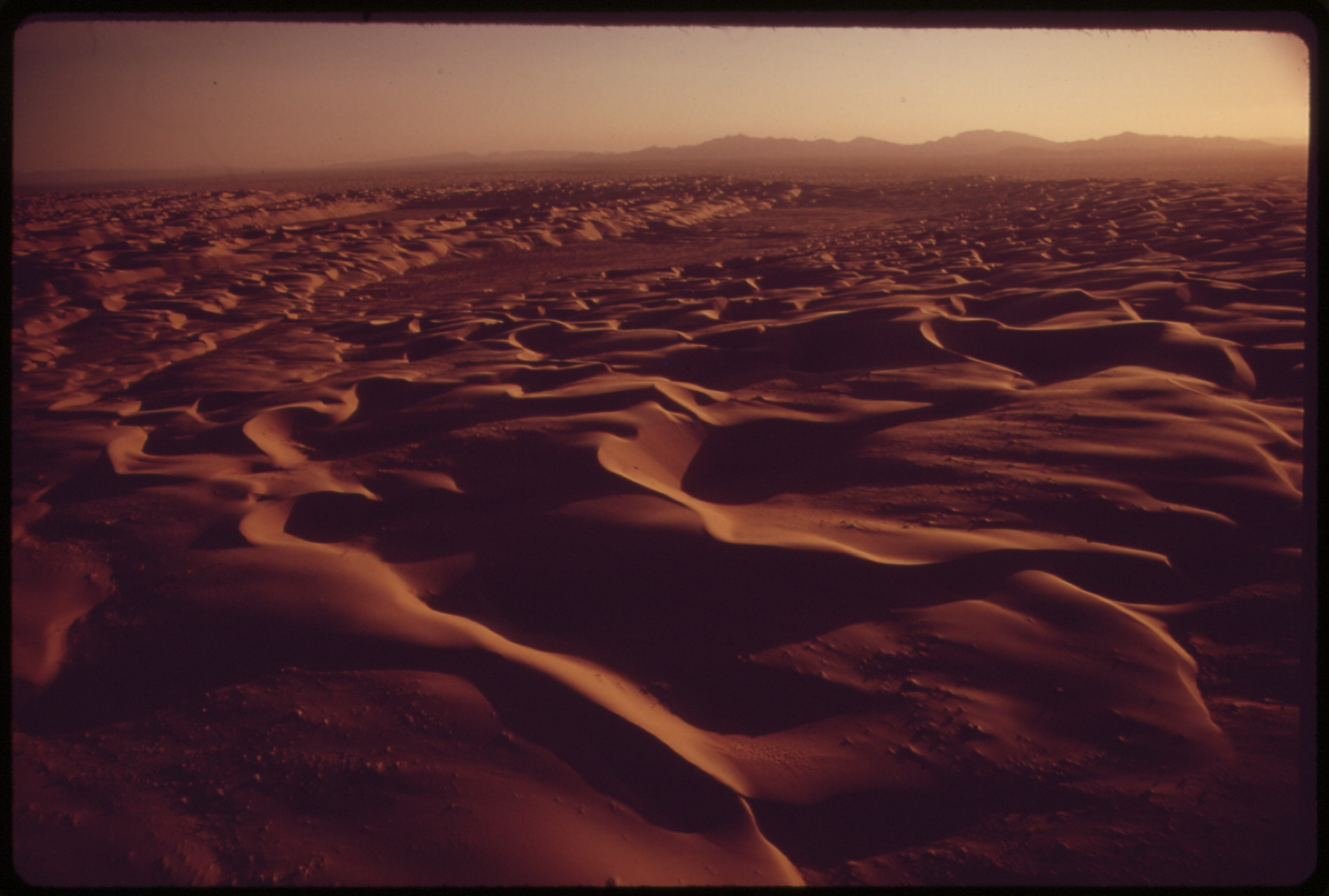
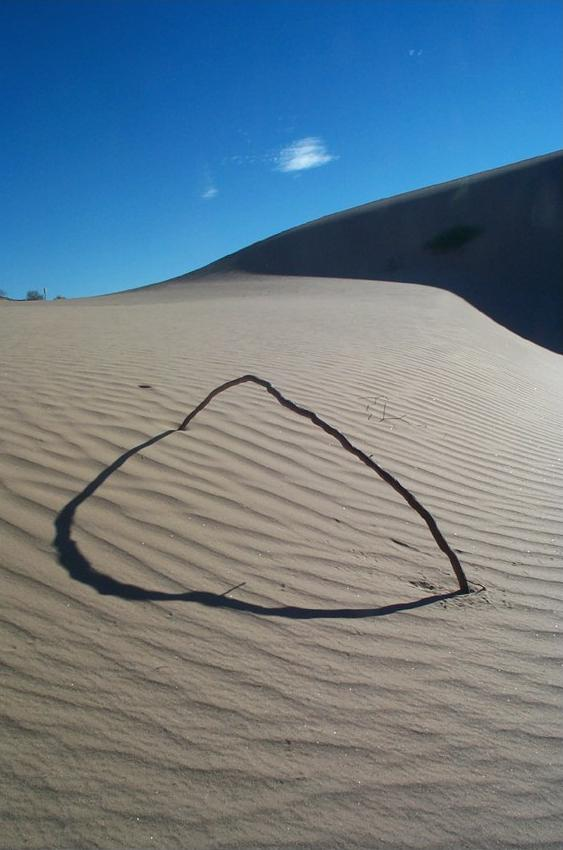
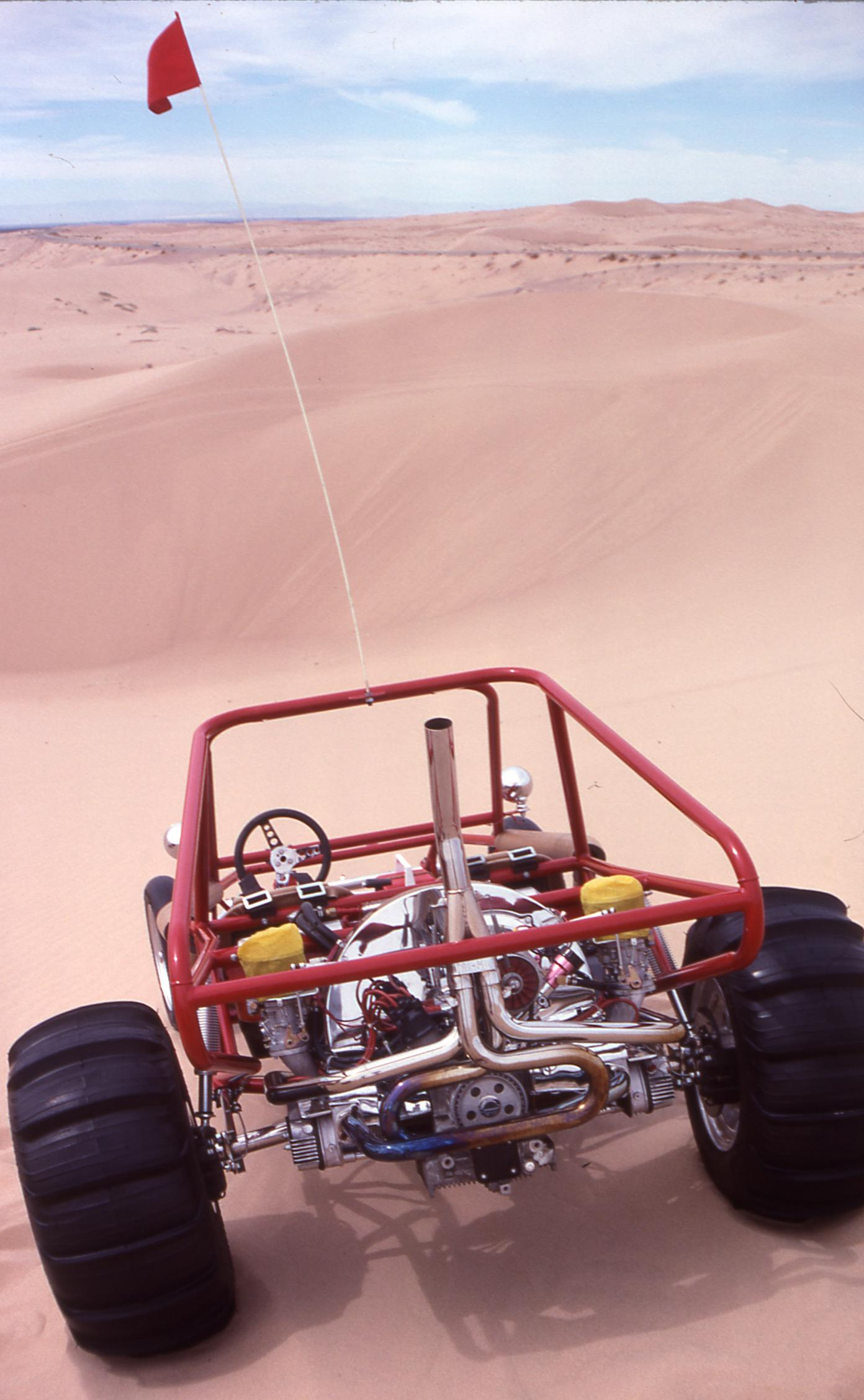
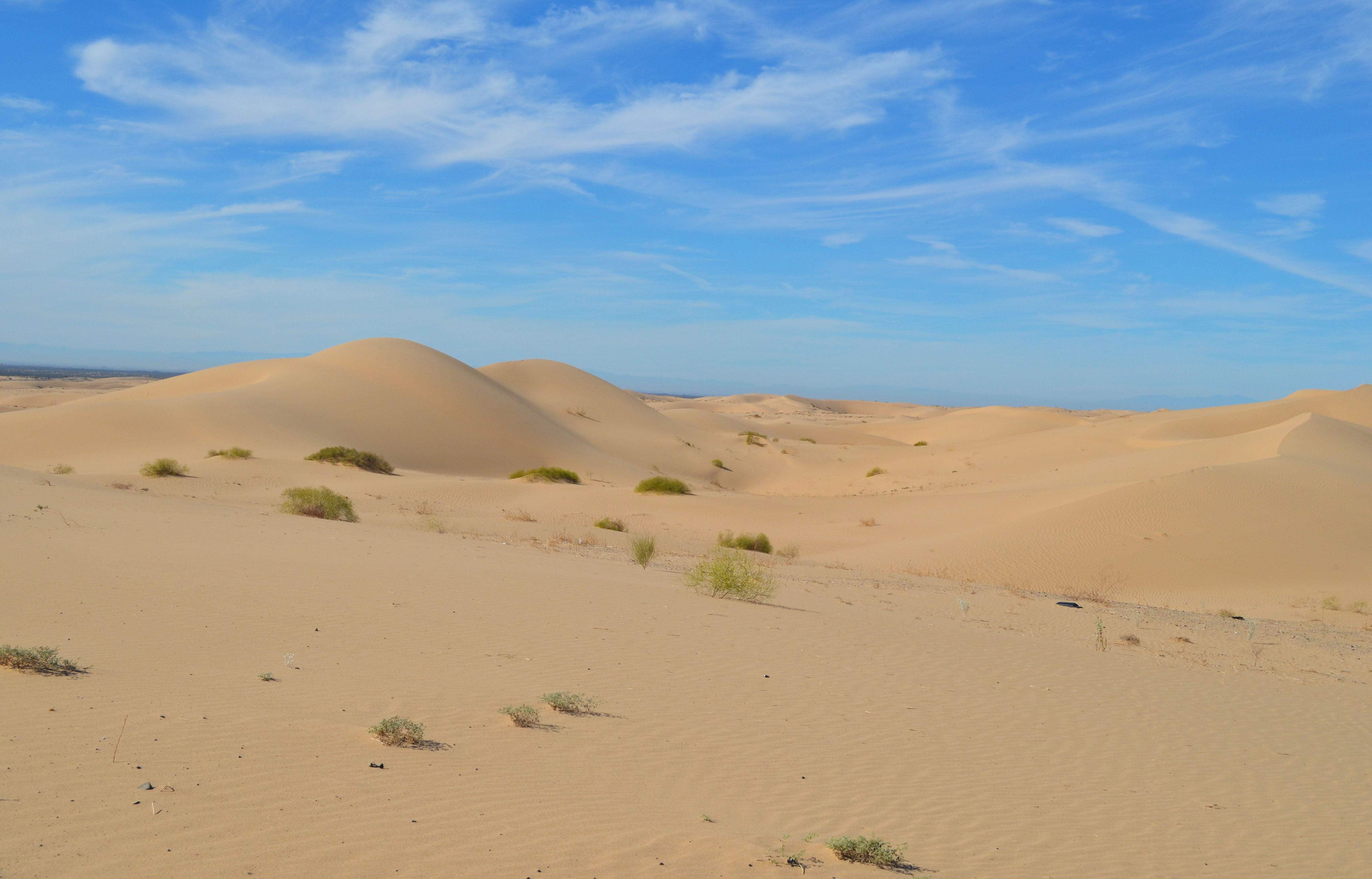

## Cinéma
Plusieurs scènes de films et de séries télévisées ont été tournées dans les dunes, comme Garden of Allah (1936), Star Wars, épisode IV : Un nouvel espoir (le village de Tatooine), Stargate, la porte des étoiles, Jumanji : Next Level ou encore Resident Evil : Extinction. John Ford y a réalisé la version de 1934 de La Patrouille perdue. En dehors des films, les dunes apparaissent également dans la séquence d’ouverture de la série télévisée Kung Fu et ont été le lieu de tournage du clip du single Minerva de Deftones en 2003.